# Autobahnkreuz Deggendorf
Das Autobahnkreuz Deggendorf (Abkürzung: AK Deggendorf; Kurzform: Kreuz Deggendorf) ist ein Autobahnkreuz auf dem Gebiet der Großen Kreisstadt Deggendorf im niederbayerischen Landkreis Deggendorf.

## Kreuz
Hier kreuzen sich die Bundesautobahn 3 (Ruhrgebiet-Frankfurt am Main-Nürnberg-Regensburg-Passau) und die Bundesautobahn 92 (München–Deggendorf). Das Autobahnkreuz liegt südlich von Deggendorf und hat die Form eines Kleeblatts. 1968 begann der Bau der Autobahn samt Kreuz und wurde im Jahr 1979 dem Verkehr übergeben.
Bis zur Fertigstellung des Autobahnkreuzes Pocking (A3/A94) ist das Autobahnkreuz Deggendorf das einzige Autobahnkreuz bzw. Autobahndreieck in Niederbayern.

## Hochwasser 2013
Infolge des Hochwassers im Juni 2013 in Mitteleuropa wurde das Autobahnkreuz Deggendorf bekannt, da es wegen Überflutungen tagelang gesperrt werden musste.

## Verkehrsaufkommen
Das Kreuz wurde im Jahr 2015 täglich von rund 87.000 Fahrzeugen befahren.
| Von                      | Nach                       | Durchschnittliche tägliche Verkehrsstärke | Durchschnittliche tägliche Verkehrsstärke | Durchschnittliche tägliche Verkehrsstärke | Anteil Schwerlastverkehr | Anteil Schwerlastverkehr | Anteil Schwerlastverkehr |
| Von                      | Nach                       | 2005                                      | 2010                                      | 2015                                      | 2005                     | 2010                     | 2015                     |
| ------------------------ | -------------------------- | ----------------------------------------- | ----------------------------------------- | ----------------------------------------- | ------------------------ | ------------------------ | ------------------------ |
| AS Metten (A 3)          | AK Deggendorf              | 34.000                                    | 36.300                                    | 38.900                                    | 22,0 %                   | 23,0 %                   | 23,3 %                   |
| AK Deggendorf            | AS Hengersberg (A 3)       | 53.500                                    | 53.300                                    | 57.100                                    | 17,3 %                   | 19,3 %                   | 19,7 %                   |
| AS Plattling-Nord (A 92) | AK Deggendorf              | 33.700                                    | 38.600                                    | 44.500                                    | 08,1 %                   | 08,1 %                   | 09,0 %                   |
| AK Deggendorf            | AS Deggendorf-Mitte (A 92) | 32.000                                    | 28.900                                    | 33.300                                    | 04,6 %                   | 05,4 %                   | 06,0 %                   |